# Romulus Bărbulescu
Romulus Bărbulescu (n. 27 octombrie 1925, Sulina, Tulcea, România – d. 9 februarie 2010, București, România) a fost un critic literar, dramaturg, eseist, realizator de antologii și scriitor de literatură științifico-fantastică, precum și un actor și scenarist român contemporan. Absolvent al Institutului de Artă Teatrală și Cinematografică din București, Romulus Bărbulescu a fost cotat, alături de colaboratorul său de aproape cinci decenii, George Anania, ca unul dintre deschizătorii de drumuri în science fiction-ul românesc modern.

## Viața
Romulus Bărbulescu s-a născut la Sulina în anul 1925. Meseria de marinar a tatălui său a făcut ca familia să își schimbe domiciliul în funcție de traseele sale navale, astfel încât Bărbulescu și-a petrecut copilăria la Constanța și Galați. După moartea tatălui său, survenită pe când avea 16 ani, l-a obligat să renunțe la școală și să practice diverse meserii necalificate pentru a-și întreține familia (hamal, spărgător de lemne, miner, muncitor la abator, etc.)
Fascinat de lumea teatrului, joacă pe diverse scene încă de la vârsta de 17 ani, mai întâi în trupe de amatori, apoi în propria sa trupă, alături de care câștigă câteva premii la nivel național. Bărbulescu se mută la București, unde reia la seral cursurile întrerupte anterior și, în 1950, intră la IATC la secția actorie. După absolvirea institutului în 1954 va juca pe scena unor teatre cunoscute ale vremii, printre care "Ion Luca Caragiale", "Nottara", "Barbu Ștefănescu Delavrancea" sau "Ion Vasilescu", meserie pe care o va practica timp de 34 de ani, până la pensionare.
În paralele cu meseria de actor, Bărbulescu a realizat o serie de scenarii radiofonice și de televiziune. Pe plan literar, a devenit unul dintre cei mai importanți scriitori români de science fiction alături de George Anania, într-un cuplu pe care Adrian Rogoz l-a numit "scriitorul bicefal".
Romulus Bărbulescu a decedat pe 9 februarie 2010.

## Cariera literară
Romulus Bărbulescu a scris un scenariu de film a cărui acțiune se petrecea în lumea paleontologiei. Dactilografa lui era aceeași cu a unui autor SF, care, ulterior, a publicat o povestire SF despre care Bărbulescu a susținut că fusese plagiată după acel scenariu. A reclamat acest lucru la Adrian Rogoz care, pentru a-l împăca, i-a solicitat o altă idee și i-a făcut cunoștință cu un tânăr scriitor aspirant, George Anania. Astfel a luat naștere cuplul de autori SF care avea să fie recompensat cu Marele premiu pentru întreaga activitate literară la Eurocon-ul desfășurat la Fayence, Franța, în anul 1990. Cei doi au fost inspirați de scriitori ruși ca Ivan Efremov și frații Arkadi și Boris Strugațki, sau de scriitorul polonez Stanislaw Lem. Aflați în timpul comunismului, unde criticile aduse societății erau interzise, realitatea alternativă era o bună metaforă și, chiar mai bine, mai sigură.
Între 1958 și 1962, Bărbulescu și Anania au scris 15-20 de scenarii difuzate la radio, înainte de a finaliza romanul plecat de la ideea împărtășită de Bărbulescu lui Rogoz, Constelația din ape (1962). Romanul avea să fie serializat în numerele 174-179 ale Colecției de povestiri științifico-fantastice, având un efect memorabil asupra cititorilor din epocă și asupra criticii științifice.
În 1965 apare Doando, romanul care i-a consacrat și care s-a bucurat de o primire călduroasă din partea cititorilor, fiind elogiat și în presa sovietică a vremii. Acesta avea să fie primul roman SF românesc publicat după 1989 de editura Nemira în nou apăruta Colecția Nautilus, într-o ediție revizuită.
Au urmat alte colaborări de succes ale celor doi autori, dintre care se disting romanele Ferma Oamenilor de Piatră (1969) și continuarea sa, Paralela-enigmă (1973), ambele reeditate după 1989. În perioada 1965-1975, au fost radiodifuzate peste 15 scenarii SF ale celor doi autori.
În anii '80, regimul condus de Nicolae Ceaușescu a preluat controlul asupra cluburilor de fani Anania și Bărbulescu. Romulus Bărbulescu a continuat colaborarea cu George Anania în dramaturgie, realizând împreună cu acesta piesele SF Despărțire la marele zbor și Fântânile, precum și scenariul filmului Mireasma ploilor tîrzii (1985). Din punct de vedere literar s-a concentrat asupra unor proiecte personale, publicând romanele Catharsis și Încotro curge liniștea?. Cu toate că au apărut sub semnătură proprie, Anania a recunoscut că el și Bărbulescu s-au ajutat reciproc în proiectele personale, declarând că "și atunci când apărea pe copertă numai RB sau numai GA, în interiorul cărții erau, de fapt aceiași RBGA".
După înlăturarea comunismului, pus în fața concurenței avalanșei de traduceri din autorii SF occidentali, Bărbulescu a mai publicat doar câteva povestiri și nuvele, singur sau în colaborare cu Anania și a început lucrul la un al treilea roman care să completeze trilogia Fermei Oamenilor de Piatră și a Paralelei-enigmă. Din nefericire, a decedat înainte să ducă la bun sfârșit acest proiect.
Tot alături de Anania a editat singurul număr al revistei SF Clipa astrală (1994)  și a participat la editarea antologiilor bilingve Nemira 1994 și 1995.

## Stil și teme abordate
„Primează tendința construirii, în fundal, a unei societăți idealizate, postverniene, în care forța umanității văzută ca ansamblu este uneori tendențios glorificată. Acțiunea este complexă și câteodată chiar artificial complicată, personajele prezintă structuri psihologice uneori artificiale, dar riguros creionate, iar finalul operelor este vag optimist, subliniind, totuși, încrederea în victoria bunătății și a inteligenței rasei umane.”
Colaborarea dintre Bărbulescu și Anania, chiar și în proiectele individuale, face dificilă tratarea separată a celor doi autori, deși Anania a remarcat la un moment dat că "unul avea propensiune către ideile originale, celălalt către punerea lor, cât mai inspirată, în pagină". De altfel, rigorile ideologice ale vremii impuneau ca scrierile SF să conțină idei anticipative care să fie conforme spiritului științific, trimițând deseori la o abordare excesiv de tehnicistă. Acest lucru avea un impact semnificativ asupra valorii literare a textelor, la care se adăuga și lipsa informației de gen, singurele surse disponibile fiind traducerile masive din autorii sovietici și reeditările periodice ale operelor lui Jules Verne și H. G. Wells. Acest climat a făcut ca primul roman al cuplului Bărbulescu-Anania, Constelația din ape, să fie unul axat în principal pe latura tehnicistă, el beneficiind de patru referate științifice. El avea să aducă în prim plan una dintre temele predilecte ale cuplului: contactul cu civilizațiile extraterestre. Acest contact a fost tratat de-a lungul carierei lor scriitoricești din diferite perspective, printre care se numără:
- contactul direct cu o civilizație muribundă (Constelația din ape, Doando, Statuia șarpelui)
- abordarea perspectivei paleoastronauticii (Statuia șarpelui)
- contactul mijlocit de biounde (Șarpele blând al infinitului)
- contactul direct sau indirect cu diferiți membri ai unor rase galactice (temă prezentă în mai multe povestiri)

Dacă în primele creații tendința a fost de a da o formă umanoidă reprezentanților raselor extraterestre, odată cu maturizarea artistică au intrat în scenă civilizații care au prea puține în comun cu modul nostru de percepție și care, eventual, ajungeau să ia o formă umană pentru o comunicare mai ușoară. De altfel, comunicarea cu aceste rase nu a ridicat probleme în textele celor doi autori, ei apelând mai mereu la câte un element din recuzita SF pentru a facilita acest demers. În plus, în afara unor aluzii prezente în O experiență neobișnuită, relațiile cu toate rasele întâlnite s-au desfășurat sub semnul păcii și colaborării.
O altă temă majoră abordată de cei doi autori a fost legată de domeniul ciberneticii, o știință interzisă în acele vremuri în țările comuniste:
- realizarea unui alter-ego cibernetic al omului, relația dintre cei doi permițând zborul cosmic (Ferma Oamenilor de Piatră)
- calculatorul gigantic care conduce o mulțime de operațiuni și care este capabil să învețe (Paralela-enigmă)
- roboții prezenți ca ajutoare în viața de zi cu zi ("Captiv în inima galaxiei"), uneori sub forma unor gadgeturi tehnologice înzestrate cu rațiune (naveta și centura lui Donar din Paralela-enigmă), alteori preluând controlul societății într-o încercare de protejare excesivă care determină obținerea unor rezultate contrare (Planeta Umbrelelor Albastre)
- nave gigantice dotate cu inteligență, pornite în explorarea universului (Doando)

În afara acestor teme majore, cei doi autori au abordat o serie de alte teme specifice SF-ului, printre ele numărându-se explorarea spațiului cosmic și ceea ce rezultă de aici, anume reacția psihologică umană în fața necunoscutului cosmic, temă pe care Aurel Cărășel - comentând pe marginea romanului Șarpele blând al infinitului - o consideră "cvasidesuetă". În particular, Bărbulescu a atins și tema mutațiilor biologice, realizată cu ajutorul energiilor bioplasmatice în Catharsis sau a virusului capabil să transforme oamenii în bacterii din nuvela "Cât de mic poate fi infernul?" inclusă în volumul omonim. De asemenea, în romanul Încotro curge liniștea?, a abordat într-o manieră originală problema călătoriei în timp.
Anania a apreciat că perioada de elaborare a structurii unei cărți era cea mai fascinantă din punctul lor de vedere, începând de la idee și terminând cu personajele. Creionarea acestora din urmă a constituit mereu un detaliu asupra căruia cei doi autori s-au concentrat cu mare atenție, apreciind faptul că li se permitea să fie "demiurgi".
Cei doi autori au împletit deseori SF-ul cu literatura polițistă (Statuia șarpelui, Paralela-enigmă) și cu cea umoristică (Planeta Umbrelelor Albastre, Statuia șarpelui). Bărbulescu a pășit și pe domeniul literaturii istorice în Insulele de aur și argint (care descrie câteva episoade din viața exploratorului Abel Tasman) și al celei de aventuri în Simbamuenni.
Alexandru Mironov a comentat în termeni elogioși perioada de maturitate artistică a cuplului Bărbulescu-Anania, apreciind că romanele Doando, Ferma Oamenilor de Piatră și Paralela-enigmă sunt "cele mai importante romane de literatură de anticipație românești". Odată cu Șarpele blând al infinitului, el este de părere că cei doi autori au coborât ștacheta, conformându-se tendinței literaturii SF românești de după 1974. Despre evoluția individuală a celor doi autori, el consideră că "scriitorii născuți prin diviziune din trupul regretatului Romulusbărbulescugeorgeanania realizează, fiecare, cărți bune, dar nu capodopere". De altfel, însuși Anania a declarat într-un interviu că Ferma Oamenilor de Piatră este opera literară care îi reprezintă cel mai bine și că "după aceea, cu unele excepții poate de luat în seamă, dar excepții, am bătut pasul ori am coborât".

### Romane
- 1966 - Simbamuenni
- 1969 - Insulele de aur și argint - reeditat în 1993 cu titlul Golful ucigașilor
- 1983 - Catharsis
- 1991 - Încotro curge liniștea?

#### Împreună cuGeorge Anania
- 1962 - Constelația din ape
- 1965 - Doando - reeditat în 1992 și 2002
- 1967 - Statuia șarpelui
- 1969 - Planeta Umbrelelor Albastre - reeditat în 1993 cu titlul Planeta Fantomelor Albastre
- 1970 - Ferma Oamenilor de Piatră - reeditat în 1990
- 1973 - Paralela-enigmă - reeditat în 1991
- 1977 - Șarpele blând al infinitului
- 1992 - Cât de mic poate fi infernul?

### Povestiri
- "Sălciile nu plâng decât seara" (1989)
- "Trei fulgere pe secundă" (1989-90)
- "Arma secretă a speranței" (1990)
- "Cât de mic poate fi infernul?" (1992)

#### Împreună cu George Anania
- "Captiv în inima galaxiei" (1964)
- "Astronava lui OLM" (1965)
- "Fântânile" (1966)
- "Ochii ei albaștri" (1967)
- "Aventură pe fluviul de hidrogen" (1971)
- "Requiem după singurătate" (1983)
- "Război contra Sfinxului" (1990)
- "Uneori, marea" (1990)
- "Feedback Pampero" (1994)

### Editor (cu George Anania)
- 1994 - Clipa astrală, revistă SF
- 1994 - Antologia science fiction Nemira' 94 (ediție bilingvă română/engleză)
- 1995 - Antologia science fiction Nemira' 95 (ediție bilingvă română/engleză)

### Critică literară
- 1973-1976 - "Pulsul nostru actual", articole critice asupra unor lucrări SF, scrise împreună cu George Anania sub pseudonimul Ana Barbara Rebegea și publicate în Colecția de povestiri științifico-fantastice, Viața românească și Contemporanul

### Scenarii radiofonice
- 1965 - 1975 - peste 15 scenarii cu profil science fiction, împreună cu George Anania

### Dramaturgie
- 1982 - Despărțire la marele zbor - piesă SF în 3 acte montată pe scena Teatrului Ion Vasilescu din București, în regia lui Cornel Popa
- 1988 - Fântânile - piesă într-un act și  patru tablouri, regia Cristian Munteanu

## Filmografie

### Scenarist
- Mireasma ploilor tîrzii (1985), împreună cu George Anania, regia Mircea Moldovan

### Actor
- Alarmă în munți (1955) ca Spion
- Secretul cifrului (1960)
- Porto-Franco (1961) ca Un hamal
- Străinul (1964)
- Porțile albastre ale orașului (1974)
- Cantemir (1975)
- Cercul magic (1975)
- Patima (1975)
- Împușcături sub clar de lună (1977)
- Toate pînzele sus (serial TV, 1977) - ep. 9
- Eu, tu, și... Ovidiu (1978)
- Ediție specială (1978)
- Doctorul Poenaru (1978)
- Din nou împreună (1978)
- Totul pentru fotbal (1978)
- Vlad Țepeș (1979)
- Ultima frontieră a morții (1979)
- Rug și flacără (1980)
- Blestemul pămîntului – Blestemul iubirii (1980)
- Burebista (1980)
- Pe malul stîng al Dunării albastre (1983)
- Fapt divers (1985)
- Divorț ... din dragoste (1992)

## Premii
În 1990 i s-a decernat premiul de notorietate Eurocon.